# Bálcãs

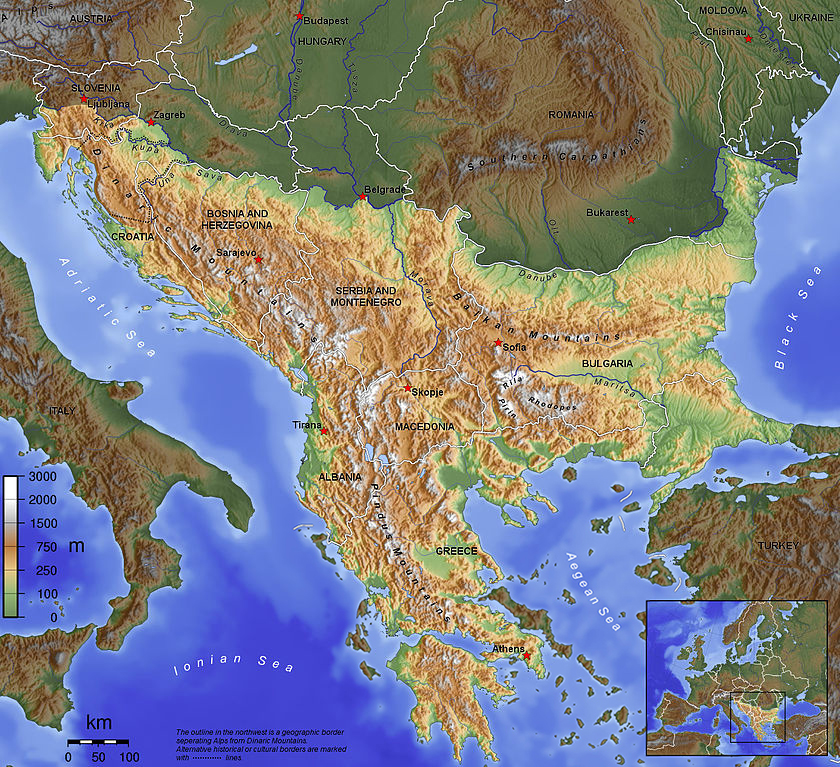
Topografia da península Balcânica

Mudanças políticas na península entre 1796 e 2008

Os Bálcãs, Balcãs, correspondendo parcialmente com a Península Balcânica, é uma área geográfica no sudeste da Europa com várias definições geográficas e históricas. A região leva o nome das montanhas dos Balcãs que se estendem por toda a Bulgária. A Península Balcânica faz fronteira com o Mar Adriático a noroeste, o Mar Jônico a sudoeste, o Mar Egeu ao sul, os estreitos turcos a leste e o Mar Negro a nordeste. A fronteira norte da península é variadamente definida. O ponto mais alto dos Bálcãs é Musala, 2 925 m (9 596 ft), na cordilheira de Rila, Bulgária.
O conceito de Península Balcânica foi criado pelo geógrafo alemão August Zeune em 1808, que erroneamente considerou as Montanhas dos Balcãs o sistema montanhoso dominante do sudeste da Europa, abrangendo desde o Mar Adriático até o Mar Negro. O termo Península Balcânica era sinônimo de Rumélia no século 19, as partes da Europa que eram províncias do Império Otomano na época. Tinha uma definição geopolítica e não geográfica, que foi promovida durante a criação do Reino da Iugoslávia no início do século 20. A definição das fronteiras naturais da Península Balcânica não coincide com a definição técnica de uma península; portanto, os geógrafos modernos rejeitam a ideia de uma Península Balcânica, enquanto os estudiosos históricos geralmente discutem os Bálcãs como uma região. O termo adquiriu um significado estigmatizado e pejorativo relacionado ao processo de balcanização. O termo alternativo usado para a região é Sudeste da Europa.
As fronteiras dos Balcãs são, devido a muitas definições contrastantes, contestadas. Não existe um acordo universal sobre os componentes da região. O termo pela maioria das definições abrange totalmente a Albânia, Bósnia e Herzegovina, Bulgária, Grécia, Kosovo, Montenegro, Macedônia do Norte, Turquia Europeia e grandes partes da Croácia e Sérvia. Às vezes, o termo também inclui a Romênia e partes do sul da Eslovênia. A Itália, embora por algumas definições tenha uma pequena parte de seu território (a província de Trieste) na Península, é geralmente excluída. Embora não tenham território na península, Hungria e Moldávia são ocasionalmente incluídas por razões culturais ou históricas.

## Geografia

### Relevo
A península Balcânica caracteriza-se por um relevo montanhoso pelo qual correm pequenos rios em várias direções, formando vales estreitos e planícies pouco extensas. Esse tipo de relevo reduz as áreas cultiváveis, que se limitam a um quinto da península.

### Clima
As montanhas têm um impacto significativo no clima da península. As partes do norte e centrais dos Bálcãs têm um clima continental, caracterizado por invernos frios, por verões mornos, e pela precipitação bem distribuída. O do sul e as áreas costais, entretanto, têm um clima mediterrâneo, com verões quentes, secos e invernos suaves, relativamente chuvosos.

## Natureza e recursos naturais
A maior parte da área é coberta por cadeias montanhosas que vão do noroeste ao sudeste. As principais cordilheiras são as montanhas dos Balcãs (Stara Planina em língua búlgara), que vão da costa do Mar Negro na Bulgária até a fronteira com a Sérvia, o maciço Rila-Rhodope no sul da Bulgária, os Alpes Dináricos na Bósnia e Herzegovina, Croácia e Montenegro, as montanhas Korab-Šar que se espalha do Kosovo para Albânia e Macedônia do Norte, e a cordilheira do Pindus, abrangendo desde o sul da Albânia até o centro da Grécia e os Alpes albaneses, e os Alpes na fronteira noroeste. A montanha mais alta da região é Rila, na Bulgária, com Musala a 2 925 m, sendo a segunda o Monte Olimpo na Grécia, com Mytikas a 2 917 m, e a montanha Pirin com Vihren, também na Bulgária, sendo a terceira a 2 915 m. O campo cárstico ou polje é uma característica comum da paisagem.
Nas costas do Adriático e do Mar Egeu o clima é mediterrânico, na costa do Mar Negro o clima é subtropical húmido e oceânico, e no interior é continental húmido. Na parte norte da península e nas montanhas, os invernos são gelados e nevados, enquanto os verões são quentes e secos. Na parte sul, os invernos são mais amenos. O clima continental úmido é predominante na Bósnia e Herzegovina, norte da Croácia, Bulgária, Kosovo, norte de Montenegro, República da Macedônia do Norte e interior da Albânia e Sérvia. Enquanto isso, os outros climas menos comuns, os climas subtropicais e oceânicos úmidos, são vistos na costa do Mar Negro da Bulgária e na Turquia dos Balcãs (Turquia europeia). O clima mediterrâneo é visto nas costas do Adriático da Albânia, Croácia e Montenegro, bem como nas costas jônicas da Albânia e Grécia, além das costas do mar Egeu da Grécia e Turquia dos Balcãs (Turquia europeia).
Ao longo dos séculos, as florestas foram derrubadas e substituídas por arbustos. Na parte sul e no litoral há vegetação perene. No interior há bosques típicos da Europa Central (carvalho e faia, e nas montanhas, abeto, abeto e pinheiro). A linha das árvores nas montanhas fica na altura de 1800-2300 m. A terra fornece habitats para inúmeras espécies endêmicas, incluindo insetos e répteis extraordinariamente abundantes que servem de alimento para uma variedade de aves de rapina e raros abutres.
Os solos são geralmente pobres, exceto nas planícies, onde áreas com grama natural, solos férteis e verões quentes oferecem uma oportunidade para o preparo do solo. Em outros lugares, o cultivo da terra é principalmente malsucedido por causa das montanhas, verões quentes e solos pobres, embora certas culturas, como azeitona e uva, floresçam.
Os recursos energéticos são escassos, exceto no Kosovo, onde se encontram consideráveis depósitos de carvão, chumbo, zinco, crómio e prata.  Existem também outros depósitos de carvão, especialmente na Bulgária, na Sérvia e na Bósnia. Os depósitos de lignite estão disseminados na Grécia. Existem reservas escassas de petróleo na Grécia, na Sérvia e na Albânia. As jazidas de gás natural são escassas. A energia hidrelétrica está em amplo uso, a partir de mais de 1 000 barragens. O vento bora, muitas vezes implacável, também está sendo aproveitado para a geração de energia.
Os minérios metálicos são mais usuais do que outras matérias-primas. O minério de ferro é raro, mas em alguns países há uma quantidade considerável de cobre, zinco, estanho, cromita, manganês, magnesita e bauxita. Alguns metais são exportados.

## Fuso horário
Os fusos horários nos Balcãs são definidos da seguinte forma:
- Territórios no fuso horário UTC+01:00: Albânia, Bósnia e Herzegovina, Croácia, Kosovo, Montenegro, Macedónia do Norte, Sérvia e Eslovénia
- Territórios no fuso horário UTC+02:00: Bulgária, Grécia e Romênia
- Territórios no fuso horário UTC+03:00: Turquia